# 欧赞维利耶
欧赞维利耶（法語：Auzainvilliers，法語發音：[ozɛ̃vilje] ⓘ）是法国大东部大区孚日省的一个市镇，位于该省西部，属于讷沙托区和水土市镇公共社区。

## 地理
欧赞维利耶（48°14'14"N, 5°50'27"E）面积8.25 平方千米，位于法国大東部大區孚日省，该省份为法国东北部内陆省份，北起默兹省和默尔特-摩泽尔省，西接上马恩省，南至上索恩省和贝尔福地区省，东临上莱茵省和下莱茵省。
与欧赞维利耶接壤的市镇（或旧市镇、城区）包括：韦尔河畔芒德尔、桑多库尔、韦尔河畔贝尔蒙、比尔涅维尔、韦尔河畔栋布罗。

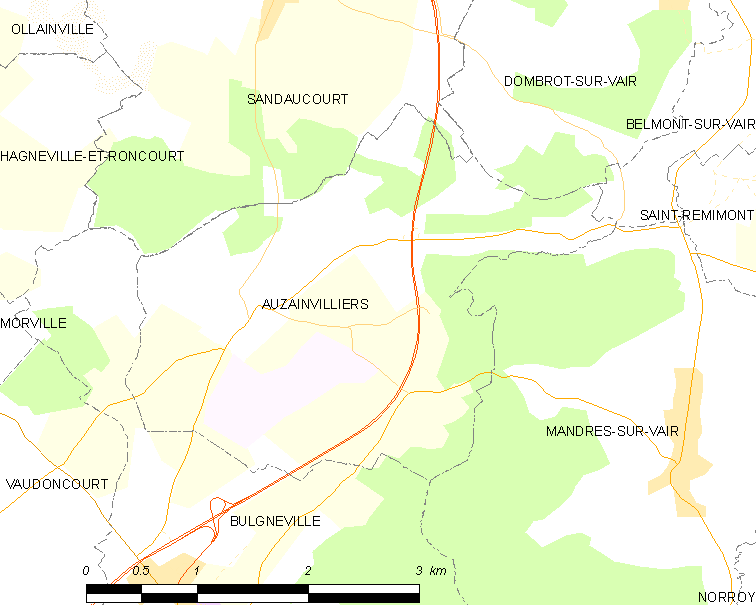
欧赞维利耶的OSM定位图

欧赞维利耶的时区为UTC+01:00、UTC+02:00（夏令时）。

## 行政
欧赞维利耶的邮政编码为88140，INSEE市镇编码为88022。

## 政治
欧赞维利耶所属的省级选区为维泰勒县。

## 人口

1962-2008年间欧赞维利耶人口变化图示

欧赞维利耶于2022年1月1日时的人口数量为207人。